# بونيتا جرانفيل
بونيتا جرانفيل (بالإنجليزية: Bonita Granville)‏ هي منتجة أفلام وممثلة أمريكية، ولدت في 2 فبراير 1923 بشيكاغو في الولايات المتحدة، وتوفيت في 11 أكتوبر 1988 بسانتا مونيكا في الولايات المتحدة بسبب سرطان وسرطان الرئة. من الجوائز التي نالتها دزني ليجندز (اساطير دزني) سنة 2011.

## أعمال

### أفلام
- (1933) الموكب
- (1933) نساء صغيرات
- (1936) حديقة الله
- (1942) الآن - لنسافر

## جوائز وترشيحات
جوائز
- دزني ليجندز (اساطير دزني) (2011)

ترشيحات
- جائزة الأوسكار لأفضل ممثلة مساعدة (1936)

## وصلات خارجية
- بونيتا جرانفيل على موقع IMDb (الإنجليزية)
- بونيتا جرانفيل على موقع ألو سيني (الفرنسية)
- بونيتا جرانفيل على موقع أول موفي (الإنجليزية)
- بونيتا جرانفيل على موقع قاعدة بيانات الأفلام السويدية (السويدية)
- بونيتا جرانفيل على موقع إن إن دي بي (الإنجليزية)
- بونيتا جرانفيل على موقع قاعدة بيانات الفيلم (الإنجليزية)
- بونيتا جرانفيل على موقع كينوبويسك (الروسية)